# Napalm Death
Napalm death je grindcore/death metal skupina iz Birminghama, Anglije. Leta 1982 sta skupino ustanovila  Nicholas Bullen in Miles Ratledge. Priznani so kot utemeljitelji grindcore žanra. Po prvih dveh albumih so začeli preigravati tudi death metal. Zgodovina benda pozna veliko menjav članov, tako so že do svojega prvega studijskega albuma Scum (1987) zamenjali vse prvotne člane.

## Zgodovina
Bend sta leta 1982 ustanovila Nicholas Bullen in Miles Ratledge, ki sta bila sošolca. Sprva so se imenovali Civil defence. Inspiracijo so dobili v punku in bendih, kot so Crass, Flux of Pink Indians in Rudimentary Peni. V letih 1982 in 1983 so posneli nekaj demotov, prvi studijski posnetek pa je našel prostor na kompilaciji Bullshit Detector Volume 3 (1984) pri založbi Crass Records. Njihov četri demo Hatred Surge (1985) je bil že posnet z novim kitaristom Justinom Broadrickom. Leta 1987 že posnamejo svoj prvi studijski album Scum pri majhni založbi Earache Records. Kmalu se jim pridruži basist Jim Whitley, ki je igranja bas kitare razrešil vokalista Nicholasa Bullena. Skupino pa že leto po prihodu zapusti kitarist Justin Broadrick in se pridruži še nekoliko agresivnejši skupini Head of David.
Skupino pa kaj kmalu zapusti tudi Bullen. Pridužita se jima nov kitarist Bill Steer, ki je hkrati igral tudi pri Carcass in vokalist Lee Dorrian. Tudi Whitley zapusti bend, zamenja ga Shane Embury. Leta 1988 so po dolgotrajnem snemanju posneli svoj drugi studijski album From Enslavement To Obliteration. Albumu sledi svetovna turneja, po njej pa nove menjave v postavi benda: odideta Steer in Dorrian. Steer se je posvetil svojemu drugemu bendu Carcass, medtem ko Dorrian ustanovi skupino Cathedral. Pridružijo  se jim Jesse Pintado na kitari in Mark »Barney« Greenway kot vokalist. Po sprejetju novih članov sledi nova turneja, na kateri so igrali tudi z bendoma Carcass in Morbid Angel. Začnejo pisati pesmi za novo ploščo, ki so jo snemali na Floridi pri death metal producentu Mitchu Harrisu. 
Na novi plošči Harmony Corruption, izdani leta 1990 je opazen odmik od prvotnega grindcora. Nov zvok je nekoliko počasnejši in bolj melodičen. Opazen je vpliv death metala. Bend zapusti bobnar  Mick Harris, zamenja pa ga do takrat neznani ameriški bobnar Danny Herrera. Nova plošča Utopia Banished spet zveni bolj grindcorovsko. Na evropski turneji, ki plošči sledi, igrajo skupaj z Dismember in Obituary, na ameriški pa s Cathedral, Carcass in Brutal Truth. Peti studijski album Fear, Emptiness, Despair je bil največji odmik od svojega prvotnega zvoka do sedaj. 
Leta 1996 so izdali naslednji studijski album Diatribes. V skupini so se pojavila notranja trenja, katerih posledica je bila odhod vokalista Geenwaya. Nadomesti ga Phil Vane, ki pa je bil še pred začetkom snemanja naslednjega albuma odpuščen. Greenway se vrne. Naslednji album Inside The Torn Apart je bil spet korak nazaj h grindcore koreninam in odmik od eksperimentiranj. Album Enemy Of The Music Business (2001) povratek le še potrdi. Order Of The Leech (2002) je še agresivnejši. Leta 2004 posnamejo zanimiv album priredb Leaders Not Followers: Part 2, na katerem so pesmi starih hardcore punk in heavy metal bendov, kot so Cryptic Slaughter, Massacre, Kreator, Sepultura, Hirax in Discharge. Še pred snemanjem tega albuma zaradi osebnih razlogov bend zapusti dolgoletni kitarist Pintado. Leta 2005 izdani album The Code is Red... Long Live the Code vsebuje tudi goste, kot so Jeffrey Walker (član Carcassov), Jamey Jasta (vokalist Hatebreedov) in Jello Biafra (član Dead Kennedysov). Kmalu zatem sledi album Smear Campaign, ki sicer ne dosega kvalitete predhodnika (zdi se, kot da gre za ostanek materiala ob pripravi plošče The Code is Red...), zato pa so si za album Time Waits For No Slave vzeli dovolj kreativnega premora, da so še enkrat več navdušili svoje razvajene poslušalce.

## Zasedba

### Trenutni člani
- Mark »Barney« Greenway - vokal (1989-1996, 1997-)
- Shane Embury - bas kitara (1987-)
- Mitch Harris - kitara (1989-)
- Danny Herrera - bobni (1991-)

### Nekdanji člani
- Nicholas Bullen - vokal, bas kitara (1982-1987)
- Rat (Miles Ratledge) - bobni (1982-1985)
- Grayhard / Robbo (Graham Robertson) - bas kitara (1982), kitara (1983 - 1985)
- Fin (Finbar Quinn) - bas kitara (1983 - 1984)
- Daz F (Daryl 'Sid' Fideski) - kitara (1982)
- Si O (Simon Oppenheimer) - kitara (1982)
- Justin Broadrick - kitara (1985-1986)
- P-Nut (Pete Shaw) - bas kitara (1985)
- Mick Harris - bobni (1986-1991)
- James (Jim) Whitley - bas kitara (1986-1987)
- Lee Dorrian - vokali (1987-1989)
- Bill Steer - kitara (1987-1989)
- Frank Healy - kitara (1987)
- Phil Vane - vokal (1996-1997)
- Jesse Pintado kitara (1989-2004)

## Diskografija

### Studijski albumi
- Scum (1987)
- From Enslavement to Obliteration (1988)
- Harmony Corruption (1990)
- Utopia Banished (1992)
- Fear, Emptiness, Despair (1994)
- Diatribes (1996)
- Inside the Torn Apart (1997)
- Words from the Exit Wound (1998)
- Enemy of the Music Business (2001)
- Order of the Leech (2002)
- Leaders Not Followers: Part 2 (2004)
- The Code Is Red...Long Live the Code (2005)
- Smear Campaign (2006)
- Time Waits For No Slave (2009)
- Utilitarian (2012)
- Apex Predator – Easy Meat (2015)
- Throes of Joy in the Jaws of Defeatism (2020)

### Koncertni albumi
- Live in Europe (7«, 1989)
- Live Corruption (live) (1992)
- Bootlegged in Japan (live) (1998)
- Punishment in Capitals (2004) (CD and DVD)

## Zanimivosti
- Na ime benda - Napalm Death - so vplivali filmi o vietnamski vojni.
- Napalm Death so prišli v Guinessovo knjigo rekordov, saj so posneli najkrajšo pesem doslej. Pesem You Suffer, ki traja le 1.316 sekunde, sestoji iz besedila »You suffer - but why?«.
- Vokalist skupine Dream Theater James LaBrie nosi majico Napalm Deathov na videospotu Pull me under.